# دامر وفوري (المهرة)

تعديل مصدري - تعديل

تجمع دامر وفوري هو "تجمع بدوي" في عزلة الغيظة بمديرية الغيظة التابعة لمحافظة المهرة، بلغ تعداد سكانها 157 نسمة حسب تعداد اليمن لعام 2004.